# Сафронов, Фёдор Андреевич
Фёдор Андреевич Сафронов (28 февраля 1900—1945) — советский военачальник, гвардии полковник.

## Биография
Родился 28 февраля 1900 года в селе Кандо Софьинской волости Кирсановского уезда Тамбовской губернии.

### Гражданская война
В Красной армии служил с декабря 1918 года. Член ВКП(б)/КПСС. Участник Гражданской войны в России. Сначала служил в 3-м коммунистическом запасном пехотном полку в городе Кирсанов. В мае 1919 года был переведен в 3-й маршевый батальон 13-й армии, находящийся в Брянске, и с ним убыл на фронт, участвовал в боях на Украине. Затем против войск генерала А. И. Деникина, где был ранен и находился в госпитале. После выздоровления, в марте 1920 года, был назначен в 3-й железнодорожный батальон 13-й армии, получил контузию, снова попал в госпиталь. После выхода из госпиталя в октябре 1920 года был направлен в штаб 13-й армии в Харькове, служил в комендантском управлении. В мае 1921 года Сафронов был направлен на Харьковские высшие политические курсы. Проучившись только четыре месяца, был направлен в 3-ю Казанскую стрелковую дивизию командиром отделения. В сентябре 1921 года поступил на 1-е Симферопольские кавалерийские курсы комсостава имени ЦИК Крыма, по окончании которых в сентябре 1923 года был назначен в 50-й кавалерийский полк в городе Тульчин, где дослужился до командира взвода.

### Межвоенное время
В августе 1925 года Ф. А. Сафронов был командирован на учёбу в киевскую Объединённую военную школу подготовки командиров им. главкома С. С. Каменева. Окончил её в 1927 году и был назначен в 55-й Дубнинский кавалерийский полк 14-й кавалерийской дивизии имени А. Я. Пархоменко, где служил командиром взвода, командиром пулемётного эскадрона и исполнял обязанности начальника штаба полка по разведке. С марта по июнь 1933 года проходил переподготовку на КУКС кавалерии, по возвращении с которых был утверждён в должности второго помощника начальника штаба полка. В марте 1936 года был начальником полковой школы 56-го Апшеронского кавалерийского полка. В августе 1938 года переведён в 5-ю Ставропольскую кавалерийскую дивизию им. М. Ф. Блинова на должность начальника штаба 30-го Саратовского кавалерийского полка. С декабря 1938 по июль 1939 года Сафронов проходил переподготовку на кавалерийских КУКС. В январе 1940 года в звании майора был назначен командиром 128-го отдельного разведывательного батальона 176-й стрелковой дивизии, а в мае 1941 года он вступил в командование 658-м мотострелковым полком 218-й моторизованной дивизии Одесского военного округа в местечке Сарата Измаильской области.

### Великая Отечественная война
Участник Великой Отечественной войны. Находился в составе 18-го механизированного корпуса в резерве Южного фронта. Затем участвовал в боях в составе 9-й армии. С середины августа 1941 года находился в составе 130-й стрелковой дивизии, которая в сентябре была переформирована в 218-ю стрелковую дивизию, а майор Ф. А. Сафронов стал командиром 658-го стрелкового полка. В декабре 1941 года подполковник Сафронов был назначен командиром 135-й отдельной курсантской стрелковой бригады, формировавшейся в Сталинградском военном округе, после чего бригада была переброшена под Москву, где находилась в резерве Ставки главного командования. В апреле 1942 года бригада вошла в 61-ю армию Брянского фронта, с конца июня находилась в подчинении командования войсками фронта, затем вела боевые действия в 13-й и 48-й армиях. 10 октября 1942 года Фёдор Андреевич Сафронов стал заместителем командира 81-й стрелковой дивизии, а в декабре 1942 года он был направлен на учёбу в Высшую военную академию им. К. Е. Ворошилова, по окончании которой был зачислен в распоряжение Главного управления кадров НКО.
В июле 1943 года был назначен командиром 5-й гвардейской механизированной бригады 2-го механизированного корпуса Южного фронта. В сентябре 1944 года полковник Ф. А. Сафронов был зачислен в распоряжение Управления кадров бронетанковых и механизированных войскмКрасной армии. В начале ноября этого же года назначен командиром 257-й стрелковой Сивашской Краснознаменной дивизии. 20 января 1945 года был переведен командиром 126-й стрелковой Горловской дважды Краснознаменной дивизии. Вместе с ней в составе 43-й и 39-й армий 1-го Прибалтийского и 3-го Белорусского фронтов участвовал в Восточно-Прусской, Инстербургско-Кенигсбергской, Земландской и Кенигсбергской наступательных операциях. После войны Фёдор Андреевич Сафронов продолжал командовать этой дивизией в составе Северной группы войск.
Умер 10 октября 1945 года в результате болезни, похоронен в братской могиле в пос. Чкаловск (Калининград).

## Память
В Калининграде, на улице, названной в честь Сафронова, установлена памятная доска.

## Награды
- Награждён двумя орденами Ленина, двумя орденами Красного Знамени, орденом Суворова 2-й степени и медалями, среди которых «XX лет РККА».